# واشینگتون رودریگز
واشینگتن رودریگز (اسپانیایی: Washington Rodríguez‎؛ ۶ آوریل ۱۹۴۴ – ۳۱ دسامبر ۲۰۱۴) بوکسور اهل اروگوئه بود.
وی در مسابقات کشوری و بین‌المللی در مجموع برندهٔ ۱ مدال برنز شده‌است.